# Jonathan Legris
Jonathan Legris (ur. 5 listopada 1987 roku w Bournemouth) – brytyjski kierowca wyścigowy.

## Kariera
Legris rozpoczął karierę w jednomiejscowych samochodach wyścigowych w 2005 roku od startów w Azjatyckiej Formule 3 oraz Brytyjskiej Formule BMW. Z dorobkiem odpowiednio 4 i 22 punktów uplasował się w obu seriach na szesnastej pozycji w klasyfikacji generalnej. W tym samym roku w wyścigu Światowego Finału Formuły BMW uplasował się na 21 pozycji. W późniejszych latach Brytyjczyk pojawiał się także w stawce Formuły Palmer Audi Autumn Trophy, Brytyjskiej Formuły 3 oraz European F3 Open.